# Kručica
Koordinati:   42°45′46″N, 16°58′03″E
Kručica je majhen nenaseljen otoček v Jadranskem morju. Pripada Hrvaški.
Kručica leži jugozahodno od otočka Češvinica in zahodno od Lastova, od katerega je oddaljena okoli 2 km. Njegova površina meri 0,474 km². Dolžina obalnega pasu je 3,21 km. Najvišji vrh je visok 69 mnm.